# S. Fischer Verlag

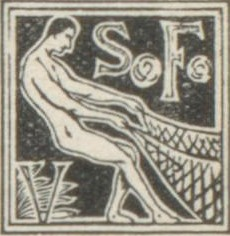
Verlagssignet von Otto Eckmann (um 1900)

Der S. Fischer Verlag ist ein im Jahr 1886 von Samuel Fischer in Berlin gegründeter Verlag, der bald zum führenden Publikationshaus des Naturalismus und der klassischen Moderne deutscher Sprache aufstieg. Im 20. Jahrhundert reihte sich der Verlag dann zu den international sichtbarsten und renommiertesten Häusern deutscher Sprache überhaupt ein. Zu den mit dem Verlag assoziierten Autoren zählen unter anderem Alfred Döblin, Gerhart Hauptmann, Hermann Hesse, Hugo von Hofmannsthal, Thomas Mann, Arthur Schnitzler oder Carl Zuckmayer. Bis zum Jahr 1942 traditionell in Berlin-Schöneberg beheimatet, hat das Unternehmen seit 1948 seinen Sitz in Frankfurt am Main.
Seit 1962 gehört der S. Fischer Verlag zur Verlagsgruppe Georg von Holtzbrinck. Ihm sind die Verlage Fischer Taschenbuch, Krüger Verlag, Scherz Verlag, Fischer FJB und Fischer Kinder- und Jugendbuchverlag untergliedert; letzterer bündelt seit 2013 die Kinderbuchprogramme Fischer KJB (ehemals „Fischer Schatzinsel“), Sauerländer, Meyers Kinderbuch und Duden Kinderbuch.

## Geschichte

### Die Gründung

Anzeige von Samuel Fischer zur Gründung des Verlages im Börsenblatt des deutschen Buchhandels vom 31. August 1886 (Nr. 201, S. 4674).

Am 1. September 1886 gründete der deutsch-jüdische Samuel Fischer seinen gleichnamigen Verlag in der Steglitzer Straße 49 in Berlin. Wenige Jahre später zog das Unternehmen in die Bülowstraße 90 um. Bereits in den ersten Jahren konnte der Verleger erfolgreiche deutsche und europäische Autoren, wie Émile Zola, Fjodor Dostojewski, Tolstoi, Karl Bleibtreu und Max Kretzer, für sein Haus gewinnen. Die wichtigsten Fischer-Autoren der Gründerzeit waren jedoch Gerhart Hauptmann und Henrik Ibsen. Bald machte sich S. Fischer einen Namen als führendes Verlagshaus des Naturalismus und neben Ibsens Frau vom Meer erschien 1889 das Stück Vor Sonnenaufgang von Gerhart Hauptmann. Zusammen mit dem zeitgleich veröffentlichten Werk Gespenster von Ibsen hatte das Drama auf der „Freien Bühne“ Premiere. Der Theaterverein „Freie Bühne“ war 1889 u. a. von Otto Brahm und Maximilian Harden mit dem Bestreben, das konventionelle bürgerliche Theater zu revolutionieren, gegründet worden. Mit den Dramen von Ibsen und Hauptmann gelangen dem Verein zwei aufsehenerregende Uraufführungen, die den Weg für die zukünftige Arbeit ebneten.

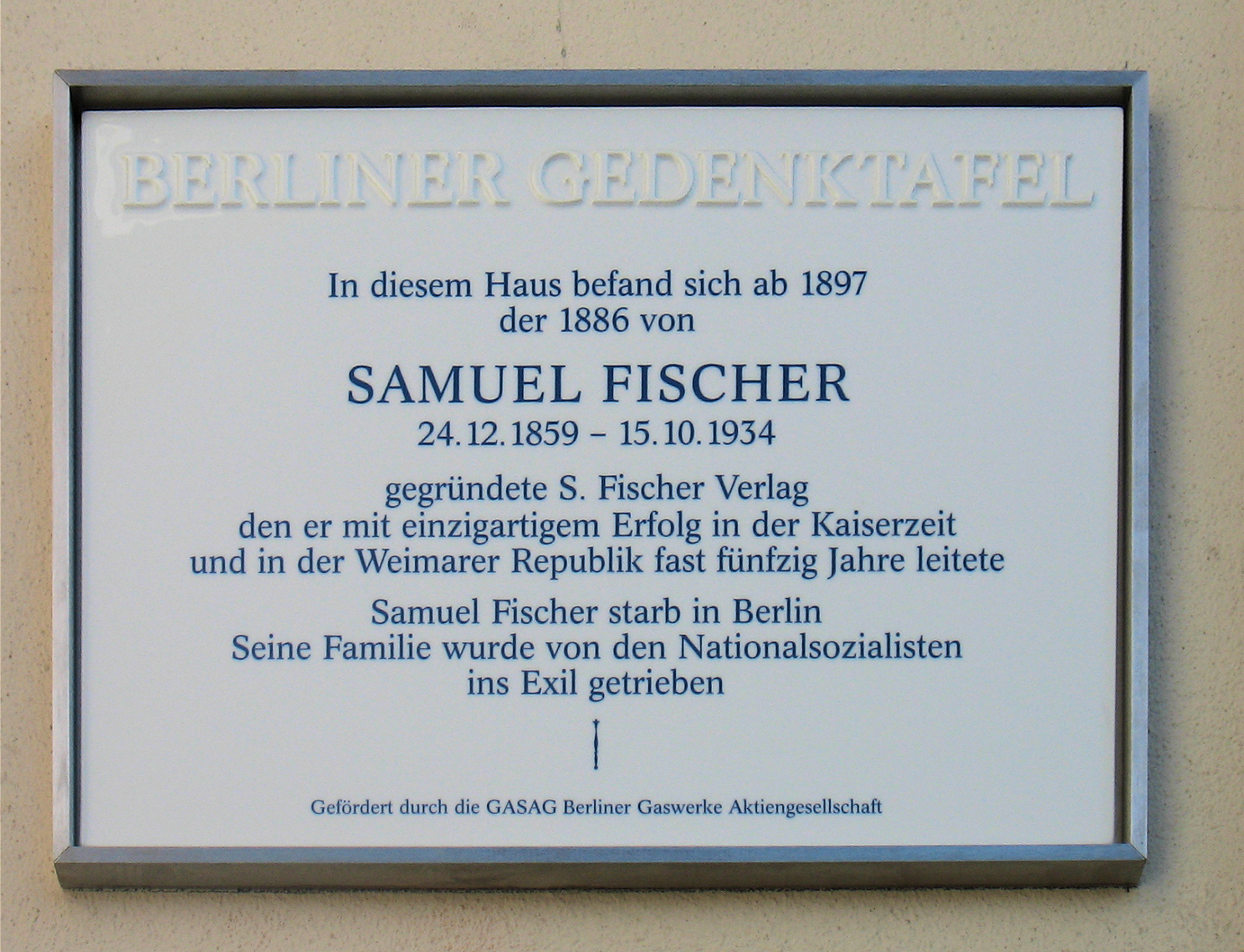
Berliner Gedenktafel am Haus Bülowstraße 90, in Berlin-Schöneberg

Neben Ibsen zählte der Verlag die Skandinavier Jacobsen, Brandes und Kielland zu seinen Autoren, und die Buchreihe Nordische Bibliothek – Sammlung moderner Erzählungen und Schauspiele aus dem Dänischen, Norwegischen und Schwedischen übersetzt (herausgegeben von Julius Hofforn) sollte dem Publikum die skandinavische Literatur nahebringen.

### Die Neue Rundschau
Vier Jahre nach Verlagsbeginn gründete Fischer die Wochenschrift Freie Bühne für Modernes Leben, die bereits in den ersten Jahrgängen Texte von Hermann Bahr, Thomas Mann, Julius Meier-Graefe und Arthur Schnitzler enthielt. Einer der wichtigsten Beiträger wurde Hugo von Hofmannsthal, der 1899 mit seiner dramatischen Studie Gestern zum ersten Mal bei S. Fischer publiziert wurde.

Obwohl die Zeitschrift zunächst als Forum für die neue Strömung des Naturalismus konzipiert war, hielt sie sich nach allen Seiten offen und nahm auch bald andere Literaturrichtungen in das Programm mit auf. 1894 wurde das Blatt in Neue Deutsche Rundschau umbenannt, ab 1904 hieß es Die Neue Rundschau und erschien nun monatlich bis September 1944, danach nur noch vierteljährlich. Nachdem Oskar Bie die Zeitschrift bis 1920 geleitet hatte, übernahm erst Rudolf Kayser und ab 1932 Peter Suhrkamp den Vorsitz.

### Verlagsprogramm
Von Anfang an veröffentlichte der Verleger zeitgenössische Autoren sowie Werke der Weltliteratur. 1898 erschien Thomas Manns Erstlingswerk Der kleine Herr Friedemann in der Collection Fischer, 1901 folgte sein erster Roman Buddenbrooks. Aufgrund des Umfangs des Werkes hatte Fischer zunächst Bedenken, es zu veröffentlichen, jedoch wurde es wider seiner Erwartung ein großer Erfolg auf dem Markt. Weitere Autoren jener Jahre waren Otto Erich Hartleben, Felix Hollaender und Gabriele D’Annunzio. Kurz vor der Jahrhundertwende publizierte das Haus Ellen Keys Werk Das Jahrhundert des Kindes.
Ein Anliegen des Verlegers war es, preisgünstige Ausgaben seiner Bücher einer breiten Leserschaft anzubieten und das Volk so mit anspruchsvollen Schriften vertraut zu machen. 1901 rief er die Taschenbuchreihe Pantheon – eine Sammlung klassischer Werke – ins Leben, die zwischen 1960 und 1964 als Exempla classica fortgeführt wurde und Ausgaben von Brentano bis Shakespeare enthielt.
Im Oktober 1908 begann der Verlag die Sammlung Fischers Bibliothek zeitgenössischer Romane, deren Titel in einer Startauflage von 15.000 Exemplaren herausgegeben wurden. Monatlich erschien ein Band der anspruchsvollen Romane, wobei zwölf Titel eine „Reihe“ ergaben. Die Jahresfolgen waren so zusammengestellt, dass immer einige erfolgversprechende Titel das wirtschaftliche Risiko der übrigen Bände ausglichen. 1929 wurde das letzte Buch der Bibliothek herausgegeben, die beim Publikum große Beliebtheit erlangte.
Neben belletristischen Sammlungen erschienen auch wissenschaftliche Reihen wie Fischers technologische Bibliothek (1894–1913).
Eine wichtige Rolle für den Erfolg des Hauses spielte der Lektor Moritz Heimann, der Fischer über drei Jahrzehnte begleitete und neue Talente wie Thomas Mann, Reinhard Sorge, Wilhelm Lehmann und Oskar Loerke aufspürte. Zu Beginn des Jahrhunderts widmete sich Fischer mehr und mehr der englischen Literatur und veröffentlichte Werke von Oscar Wilde, George Meredith und George Bernard Shaw. Themen jener Zeit waren Technisierung, Industrialisierung und Amerika. Die skandinavischen Autoren erhielten weiterhin durch Gustaf af Geijerstam und Bjørnstjerne Bjørnson Einzug in das Programm, und zu seinem 25-jährigen Jubiläum konnte der Verlag bereits 150 Autoren mit insgesamt über 1000 Titeln verzeichnen. Gesamtausgaben erschienen u. a. von Hauptmann, Hofmannsthal, Dehmel und Ibsen. Hermann Hesse war von 1904 bis 1950 Hausautor bei S. Fischer.
Neben der Strömung des Naturalismus förderte Fischer seit den 1910er Jahren besonders expressionistische Literatur. 1912 verlegte er mit Der Bettler von Reinhard Sorge das erste Drama dieser Art in Deutschland, dem Werke von Reinhard Goering und Hermann von Boetticher folgten. Während seiner gesamten verlegerischen Tätigkeit stand Samuel Fischer neuen Richtungen offen gegenüber und konnte sich so trotz schnelllebiger Avantgarde als feste Größe auf dem Literaturmarkt behaupten.

### Zeit des Nationalsozialismus
Noch kurz vor seinem Tod übergab Samuel Fischer die Direktion des Fischer Verlags an seinen Schwiegersohn Gottfried Bermann Fischer, der, eigentlich Mediziner, seit seinem Einstieg Oktober 1925 die Verlagsgeschicke maßgeblich mitgeprägt hatte. Nach Samuel Fischers Tod im Jahr 1934 bemühten sich der Münchner Nationalsozialist und Kunstverleger Hugo Bruckmann, dessen Frau eine Förderin Hitlers war, sowie der Leipziger Buchhändler Koehler-Volckmar um eine Übernahme. Das Propagandaministerium drängte auf den Verkauf. Für die Machthaber waren der jüdische Verleger Fischer ebenso wie viele seiner Verlagspublikationen „unerwünscht“. 15 der 135 Titel der Schwarzen Liste zur Indizierung der Belletristik gehörten zu Fischer, und während der Zeit des Nationalsozialismus wurden insgesamt 123 Titel aus dem Programm gestrichen.
Das Propagandaministerium und Bermann Fischer schlossen Anfang 1935 eine Stipulation. So konnte eine „Arisierung“ abgewendet und der Verlag liquidiert werden. Bermann Fischer wollte mit den Rechten und Werken von ungelegenen Autoren emigrieren und in Deutschland sollte der S. Fischer Verlag unter neuer Leitung solange weitergeführt werden.
Der Anwalt der Familie Fischer, Friedrich Oppenheimer, empfahl Hermann Abs von Delbrück Schickler & Co. Mit der Hilfe von Abs wurde mit den übrigen Anteilen des S. Fischer Verlags eine neue Firma, eine Kommanditgesellschaft mit dem Namen S. Fischer Verlag KG gegründet. Zur Finanzierung stellte Abs im Dezember 1936 ein Konsortium bestehend aus Philipp Reemtsma, Christoph Rathjen und seinem Bruder Clemens Abs zusammen.
Somit konnte der Fischer Verlag als KG aufrechterhalten werden. Schließlich übertrugen Fischers Tochter und ihr Mann die Geschäfte auf Peter Suhrkamp. Der Verlag sollte durch Suhrkamp, dem loyalen Mitarbeiter, seit 1932 bei Fischer, durch die NS-Zeit geführt werden, um dann wieder von Bermann Fischer geleitet zu werden. Suhrkamp sollte die notwendige Sicherheit bieten, um eine „Arisierung“ zu vermeiden.
Als bevollmächtigtes Vorstandsmitglied verhandelte Suhrkamp mit dem Geschäftsführer der Reichsschrifttumskammer Karl Heinl über die zukünftige Ausrichtung des Verlages. Bermann Fischer bereitete die Gründung eines Exilverlags in der Schweiz durch Übertragung der Rechte auf eine Holding vor. Wegen der angeblichen Gefahr einer „Überfremdung“ verweigerte die Schweiz jedoch die Aufenthaltserlaubnis, ohne die der Verlag nicht betrieben werden konnte. Bermann Fischer gründete in der Folge noch mehrere Exilverlage, die vor allem den vom NS-Staat verfolgten deutschen Schriftstellern die Möglichkeit boten, ihre Bücher weiterhin zu veröffentlichen. So entstanden Verlage in Wien, 1938 in Stockholm und 1940 in New York (zusammen mit F. H. Landshoff). In Deutschland veranlasste Suhrkamp 1942 unter dem Druck des Propagandaministeriums die Umbenennung in Suhrkamp Verlag, vorm. S. Fischer. Der Zusatz musste später gestrichen werden.
Im März 1943 erhielt Abs die vertrauliche Mitteilung, der Verlag solle geschlossen werden. „Lützkendorf NS-Autor hilft“ notierte Abs auf einer seiner Karteikarten. Der Verlag wurde nicht geschlossen.
Bermann Fischer schloss sich 1948 mit dem Querido Verlag in Amsterdam zusammen, der jedoch kurz nach Erwerb des Verlegers 1952 stillgelegt wurde.

### Nach der Befreiung vom Nationalsozialismus
Nach der Befreiung vom Nationalsozialismus kam es zwischen Suhrkamp und Bermann Fischer zu Streitigkeiten über den künftigen Weg des Unternehmens. Dies führte nach einer außergerichtlichen Einigung zur Trennung. Bermann Fischer erhielt, wie vor dem Krieg vereinbart, den Verlag zurück. Peter Suhrkamp schied aus dem Fischer Verlag aus und gründete den Suhrkamp Verlag. Den Autoren des während des Nationalsozialismus in Deutschland verbliebenen und von Suhrkamp geleiteten Teils des Fischer Verlages war freigestellt worden, in welchem Verlag sie zukünftig verlegt werden wollen. Schließlich entschieden sich 33 der 48 Autoren, darunter Hermann Hesse und Bertolt Brecht, der Suhrkamp 1929 eine Anstellung als Journalist und Redakteur beim Ullstein Verlag in Berlin vermittelt hatte, für einen Verlagswechsel zu Suhrkamp.
Als erstes Werk nach der Befreiung erschien Der Process von Franz Kafka. Seit 1952 wurde das Verlagsprofil immer mehr von der Fischer Bücherei geprägt, die das Fischer Lexikon, Fischer Weltgeschichte und das Nachschlagewerk Der Fischer Weltalmanach beinhaltete. In den fünfziger Jahren begann das Haus, die Werke von Sigmund Freud einem breiten Publikum anzubieten. Die angelsächsischen Autoren erhielten mehr und mehr Bedeutung für den Verlag, und Stücke von Tennessee Williams und Arthur Miller sowie die Einzelausgaben der Werke Virginia Woolfs wurden publiziert.
Mit der deutschsprachigen Ausgabe von Doktor Schiwago gelang S. Fischer 1958 der größte Bucherfolg überhaupt. Der Autor Boris Pasternak erhielt noch im selben Jahr den Literaturnobelpreis, den er jedoch auf Befehl der sowjetischen Regierung ablehnen musste.
1963 traten Gottfried Bermann Fischer und seine Frau Brigitte aus dem Verlag zurück, und in der Folge ging das Geschäft allmählich an die Verlagsgruppe Georg von Holtzbrinck über. In den nächsten Jahrzehnten konnte die Linie von Samuel Fischer und seinem Schwiegersohn beibehalten werden: Autoren der klassischen Moderne und zeitgenössische Schriftsteller wurden herausgegeben.
Drei Jahre nach dem Rücktritt Bermann Fischers kam es zur Gründung des hauseigenen Taschenbuchverlags, dem das vorherige Taschenbuchprogramm einverleibt wurde. 1974 übernahm Monika Schoeller (1939–2019), Georg von Holtzbrincks Tochter, die Verlagsleitung. Im Oktober 2002 zog sie sich aus der operativen Leitung zurück, blieb aber ohne Ressort Vorsitzende der Geschäftsleitung. Im selben Jahr übernahm der S. Fischer Verlag den Scherz Verlag mit Sitz in Bern.
Helmar Harald Fischer, zuvor Chefdramaturg in Braunschweig, war Lektor des S. Fischer Verlags und ab 1976 verantwortlicher Dramaturg des Theaterverlages.
2010 wurde der O. W. Barth Verlag, der Teil des Scherz Verlags war, von Droemer Knaur übernommen, der gleichfalls zum Holtzbrinck-Konzern gehört.

## Heutige Situation

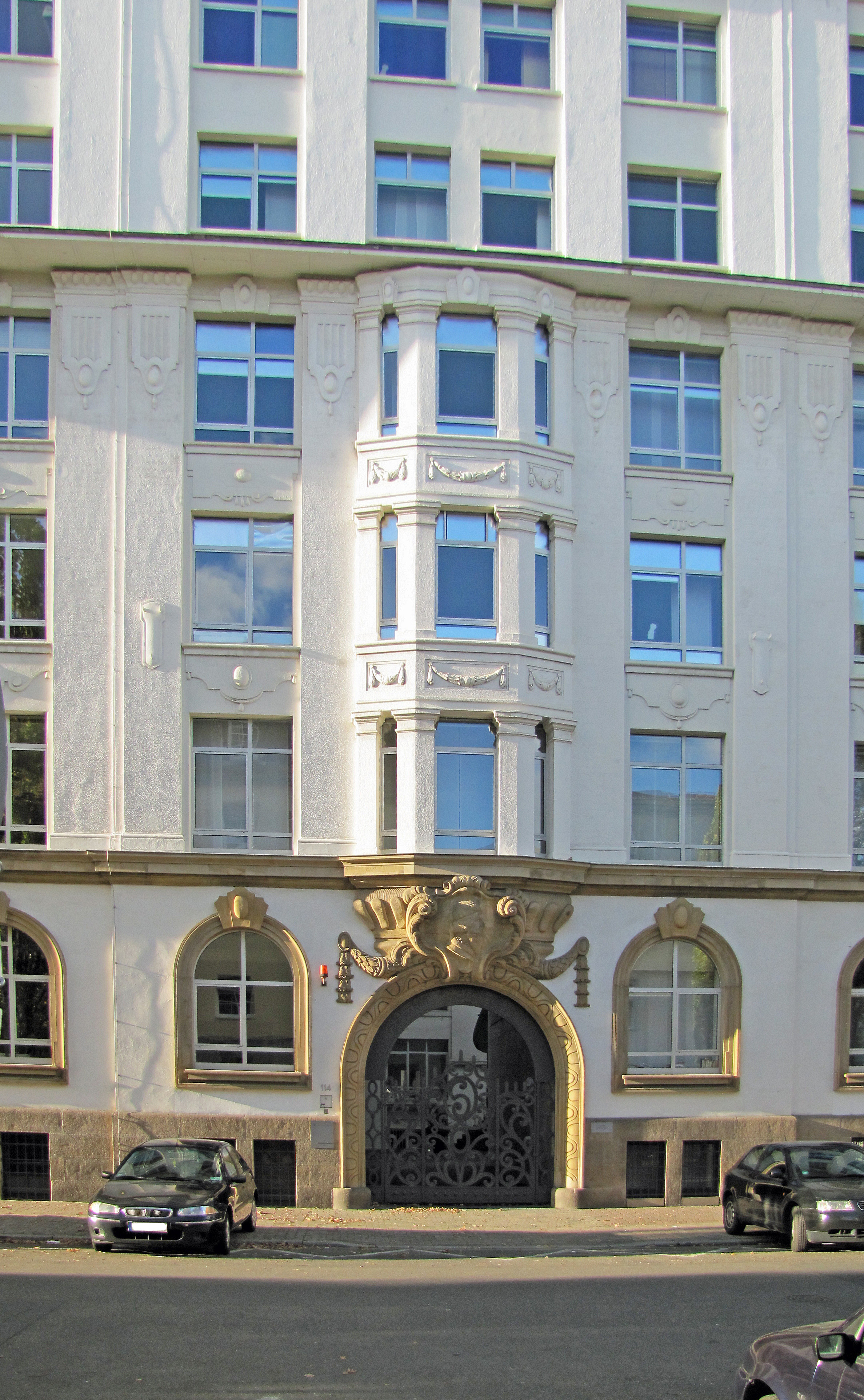
Verlagshaus in Frankfurt am Main (2010)

Anfang 2013 kaufte S. Fischer vom Verlag Bibliographisches Institut dessen Kinder- und Jugendbuchsparte mit den Marken Sauerländer, Meyers Kinderbuch und Duden Kinderbuch.
Der Fischer Verlag ist heute eine Unternehmensgruppe, unter deren Dach sich die Firmen Fischer Taschenbuch, Krüger Verlag, Scherz Verlag, Theater und Medien sowie Fischer Kinder- und Jugendbuchverlag versammeln; letzterer bündelt seit 2013 die Kinderbuchprogramme Fischer KJB, Schatzinsel, Sauerländer, Meyers Kinderbuch und Duden Kinderbuch.
Das heutige Programm knüpft an die Tradition des Hauses an und beinhaltet neben deutschsprachigen und internationalen Gegenwartsautoren einen Sachbuchbereich (Schwerpunkte: Geschichte, Politik, Psychologie, Natur- und Gesellschaftswissenschaften) und eine Sparte für Moderne Klassiker.
Zu deutschsprachigen Gegenwartsautoren des Verlages gehören Julia Franck, Josef Haslinger, Judith Hermann, Gregor Hens, Clemens Meyer, Christoph Ransmayr, Marlene Streeruwitz, Roger Willemsen und Florian Illies. Ebenso werden einige ins Deutsche übersetzte Werke des slowenischen Philosophen und Kulturkritikers Slavoj Žižek veröffentlicht.
Die Zusammenarbeit mit Monika Maron wurde im Oktober 2020 beendet.
Seit 2016 veröffentlicht der Verlag unter dem Imprint FISCHER Tor Science-Fiction- und Fantasy-Literatur, oft Übersetzungen aus dem zur gleichen Verlagsgruppe gehörenden amerikanischen Verlag Tor Books.
Am 30. August 2023 eröffnete der Verlag einen neuen zweiten Sitz in Berlin, in der Rosenstraße 19, unweit des Alexanderplatzes. Die neue Dependance soll neben dem Frankfurter Stammhaus bestehen und etwa zwanzig Beschäftigte aus dem literarischen Lektorat aufnehmen, teils auch Mitarbeiter, die wechselweise in Frankfurt und in Berlin tätig sind.

## Urheberrechtsstreit mit Project Gutenberg
Im Jahr 2018 verklagte der S. Fischer Verlag das gemeinnützige Project Gutenberg. Auf dieser amerikanischen Website werden Bücher veröffentlicht, die in den USA gemeinfrei sind. In einem Urteil des Landgerichts Frankfurt am Main vom 9. Februar 2018 wurde bestimmt, dass das Project Gutenberg bestimmte Seiten nicht mehr aus Deutschland zugänglich machen darf, weil darauf Werke der 1950, 1955 und 1957 verstorbenen Autoren Heinrich Mann, Thomas Mann und Alfred Döblin zugänglich gemacht sind, für die das Urheberrecht in Deutschland erst 70 Jahre nach Tod des Autors abläuft. Unter den in der Klage angeführten Werken befinden sich z. B. Werke Heinrich Manns, die nicht im aktuellen Verlagsprogramm des S. Fischer Verlages vorhanden sind, wie die 1917 erschienenen Werke Flaubert und die Herkunft des modernen Romans und Der Vater oder die 1920 erschienene Novelle Die Ehrgeizige.
Da sich das Project Gutenberg aus Spenden finanziert, wünschte man dort keine weiteren, sehr kostspieligen Rechtsstreite in der Bundesrepublik Deutschland und hatte als Konsequenz ab März 2018 den Zugang zu sämtlichen Seiten des Projekts, unabhängig von der nationalen Herkunft eines Autors oder dem Sitz eines möglichen Rechte-Inhabers, von diesem Land aus blockiert.
Im Oktober 2021 wurde die Blockade nach einer außergerichtlichen Einigung beendet.
Siehe auch:
- Project Gutenberg → Sperrung in Deutschland
- Waldorf Frommer → Gerichtsverfahren